# Medusa creu
Olindias phosphorica, o medusa creu, és una espècie d'hidrozous de l'Atlàntic central i oriental i del mar Mediterrani. El mar Mediterrani és una massa d'aigua predominantment càlida, per tant O. phosphorica és una medusa d'aigua calenta. L'escalfament global ha facilitat la proliferació de l'espècie a tot el mar Mediterrani.
És una de les meduses poc freqüents al litoral català.